# Solana de Montpedrós
La Solana de Montpedrós és una solana del terme municipal de Conca de Dalt, a l'antic terme d'Hortoneda de la Conca, al Pallars Jussà, en territori que havia estat de la caseria de bordes de Segan.
Es troba a llevant d'Hortoneda i a ponent de Segan, a la dreta de la llau de Lleixier, al vessant sud-oest del Montpedrós.